# Gama Leões de Judá F.A
Gama Leões de Judá F.A é uma equipe de futebol americano brasileira, sediada no Gama (Distrito Federal). Atualmente, joga o Campeonato Brasileiro de Futebol Americano e o Campeonato Candango de Futebol Americano.

## História
O primeiro time cristão do Brasil, foi fundado em 23 de março de 2013, por Adalberto Patrocínio.
Em 2015, a equipe chegou pela primeira vez à final do Campeonato Candango de Futebol Americano, se tornando, posteriormente, campeã estadual naquele ano contra o Goiânia Tigres (Atual Goiânia Rednecks) no placar de 21 a 3.
Em 2020, a equipe foi bicampeã do Campeonato Candango de Futebol Americano após dois confrontos contra a equipe do Goiânia Rednecks, a equipe do Gama-Leões de Judá reverteu o placar do primeiro jogo e sagrou-se campeã da temporada de 2020 erguendo pela segunda vez a Taça Cairo santos. Toda a comunidade do Futebol Americano do Cerrado dedicou este campeonato a todas as vítimas do Corona vírus.
Em 2021, a equipe foi novamente campeã do Campeonato Candango de Futebol Americano após ter enfrentado pela terceira vez na final a equipe do Goiânia Rednecks, tornando-se então, tricampeã da Taça Cairo Santos.
Em 2022, a equipe do Gama-Leões de Judá foi campeã do Campeonato Candango de Futebol Americano em cima do seu rival Tubarões do Cerrado, no dia 25/06 em um jogo realizado no Estádio Maria de Lourdes Abadia, a equipe do Gama Leões de Judá com uma jogada no último lance da partida bateu de virada o Tubarões do Cerrado e conquistou o seu tetracampeonato da Taça Cairo Santos. Consagrando-se então, como o maior campeão da competição.

## Títulos
| Regional                           | Regional  | Regional                | Regional |
| Competição                         | Colocação | Temporadas              |          |
| ---------------------------------- | --------- | ----------------------- | -------- |
| Campeonato Candango                | 1º Lugar  | 2015, 2020, 2021, 2022. |          |
| Liga Nacional de Futebol Americano | 3º Lugar  | 2015                    |          |